# Baki (Somalia)
Baki – miasto w północno-zachodniej Somalii, na terenie Somalilandu, w regionie Awdal. Jest  stolicą dystryktu Baki. Liczy 8577 mieszkańców (2005)